# Publicitat

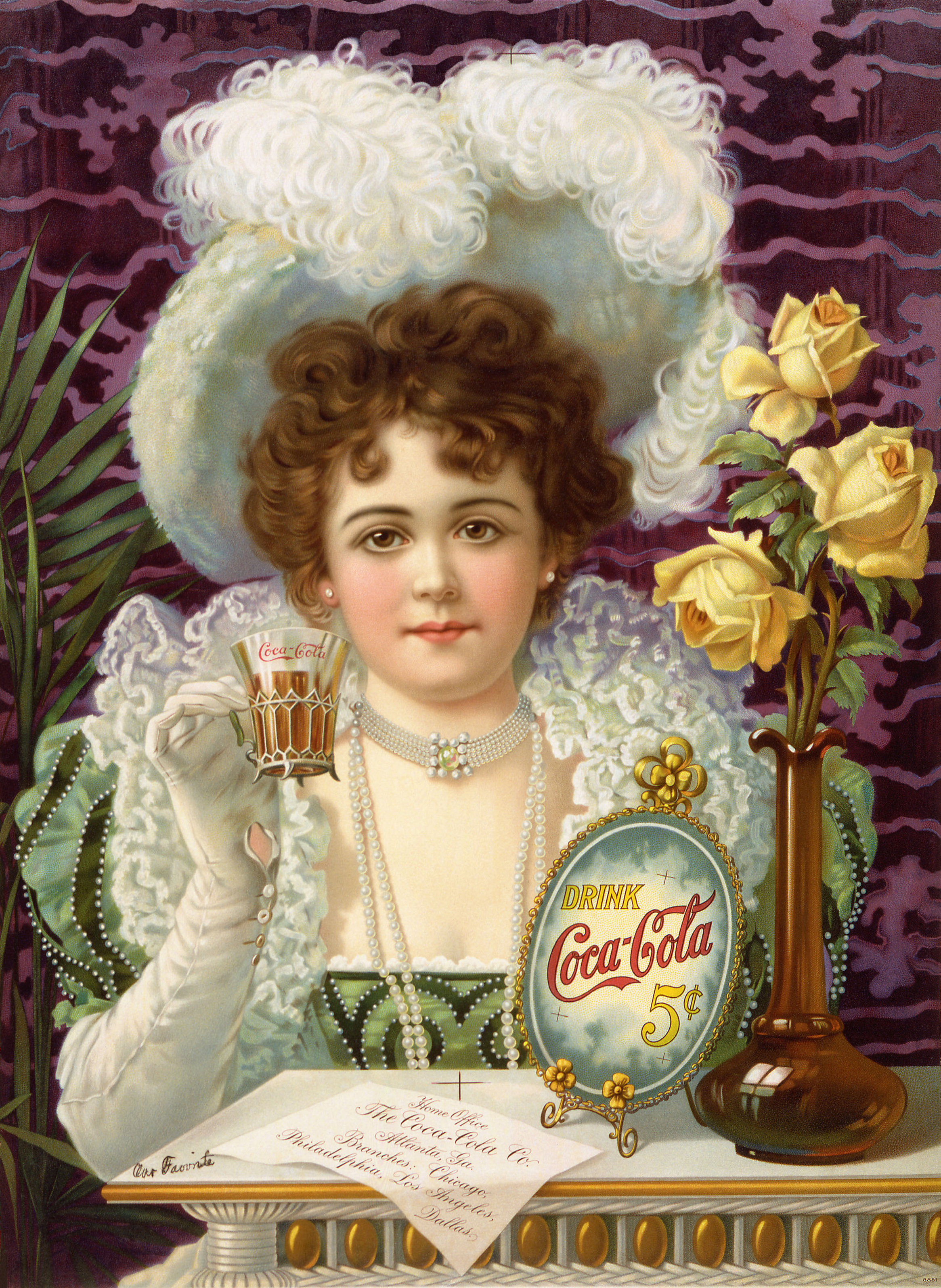
Anunci de Coca-Cola de la dècada de 1890

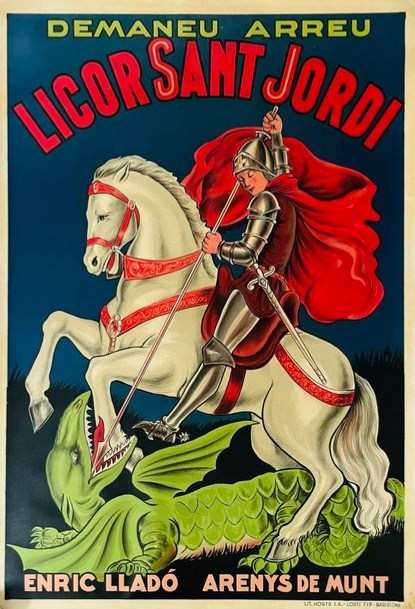
Publicitat d'una marca de licor dels anys 1930

La publicitat és una activitat comunicativa encaminada a aconseguir uns objectius dintre de la comercialització, procés de posar un producte en venda utilitzant el màrqueting, tècnica de conèixer el mercat, i així mitjançant canals de difusió, difondre missatges de promoció del producte a comercialitzar. La publicitat s'ha establert com una tècnica de comunicació massiva imprescindible per al funcionament dels mitjans de comunicació moderns. No només difonen informació i missatges sinó que manté econòmicament molts mitjans per als quals és la principal font d'ingressos. La publicitat investiga i analitza el públic i context social a servint-se de distintes disciplines com la psicologia, sociologia, antropologia, estadística i economia entre d'altres.
La publicitat és, per damunt de tot, comunicació. Els elements principals en són un emissor que envia un missatge a través d'uns canals a un receptor amb la intenció de modificar el seu comportament de compra. La publicitat no només dona informació sobre productes concrets, sinó que a més, comunica informació sobre la classe de persones que hem de considerar atractives, els llocs on ens hauria agradar viure i els estàndards que hem d'observar en la manera de vestir, de parlar, etc.
La publicitat no és tan sols una eina a l'abast de les empreses, sinó que també és un instrument útil per a les organitzacions sense afany de lucre, per promoure causes socials i també per a les administracions públiques per mantenir informada la població.
En la societat actual, la publicitat comercial és un element dinamitzador de l'economia, ja que ajuda a impulsar el consum. Si hi ha consum, hi ha producció i, per tant, hi ha llocs de treball. El cicle és invariable i té una correlació totalment directa. És per aquest motiu que la publicitat és tan important i té una forta implicació en la resta de sectors. Els Estudis d'Inversions Publicitàries a Catalunya fets per l'Associació Empresarial de Publicitat els darrers 15 anys, per avaluar la forta relació entre l'economia del país i la inversió publicitària de les empreses amb seu social a Catalunya, així ho demostren.

## Objectius

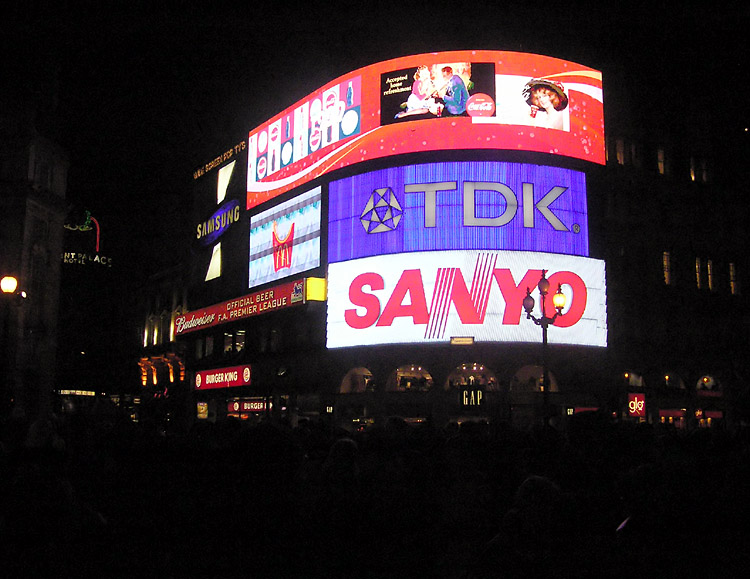
Publicitat a Piccadilly Circus (Londres)

Un dels principals objectius de la publicitat és persuadir els receptors que aquells productes són els millors i alhora reflectir d'una manera idealitzada els ideals del públic a qui s'adreça. Els recursos de persuasió que utilitza la publicitat poden ser de dos tipus:
1. Recursos racionals: basats en l'argumentació i la informació.
2. Recursos emotius: basats en la seducció i l'estímul de les emocions i els sentiments.

La publicitat informa el consumidor sobre els beneficis d'un determinat producte o servei, ressaltant la diferenciació amb altres marques.
D'altra banda, la publicitat permet la independència econòmica dels mitjans de comunicació respecte de l'Estat.
Un dels principals objectius de la publicitat és crear demanda o modificar les tendències de demanda d'un producte, bé, servei o marca. Entenent que la comercialització busca identificar el mercat apropiat per a cada producte, la publicitat és la comunicació per la qual la informació sobre el producte és transmesa a la gent (públic objectiu). Els anuncis intenten persuadir al públic consumidor de què compri un determinat producte. L'estratègia publicitària fonamental és la Proposta Única de Venda o USP (Unique Selling Proposition). Es tracta d'una forma que busca distingir un producte atorgant-li una determinada qualitat no necessàriament intrínseca al producte. Davant la competència creixent dins del mercat, a causa del creixement dels productes substitutius, cada vegada es produeix més creació de marca en publicitat. D'aquesta manera es comuniquen una sèrie de qualitats que donen una certa personalitat o reputació a una marca de fàbrica, és a dir, un valor de marca que la fa diferent de la resta, establint així el concepte de competència. Tot i ser l'estratègia fonamental, el més habitual és que es combina amb altres com la imatge de marca, el posicionament o ubicació, la publicitat subliminal o d'enigma.

## Història
La publicitat existeix des dels orígens de la civilització i el comerç. Des que existeixen productes que comercialitzen hi ha hagut la necessitat de comunicar-ne l'existència; la forma més comuna de publicitat era l'expressió oral. A Babilònia es va trobar una taula que contenia inscripcions per un comerciant d'ungüents, un escriba i un sabater que data del 3000 aC. Ja des de la civilització egípcia, Tebes va conèixer èpoques de gran esplendor econòmic i religiós; a aquesta ciutat tan pròspera se li atribueix un dels primers textos publicitaris. La frase trobada en un papir egipci es considera com el primer reclam publicitari del qual es té memòria. El 1821 es va trobar a les ruïnes de Pompeia una gran varietat d'anuncis d'estil grafit que parlaven d'una rica tradició publicitària en la qual es podia trobar venedors de vi, forners, joiers, teixidors, entre d'altres. A Roma i Grècia es va engegar el perfeccionament de l'anunci, qui anunciava a viva veu al públic l'arribada d'embarcacions carregades de vins, vivers i altres, sovint acompanyats per músics que donaven a aquests el to adequat per la crida; eren contractats per comerciants i per l'estat. Aquesta forma de publicitat va continuar fins a l'edat mitjana. A França, els amos de les tavernes anomenaven els vins i utilitzaven campanes i banyes per atreure la clientela; A Espanya, utilitzaven tambors i gaites, i a Mèxic els cridaires utilitzaven els tambors per acompanyar els avisos.
Part del que es coneix actualment com publicitat neix amb la impremta de Gutenberg, que s'afanya a mostrar el seu invent a un grup de mercaders d'Aquisgrà (Aachen). Amb la crònica mundial de Nuremberg, figuren una sèrie d'almanacs que contenien les primeres formes de publicitat. El 1453 sorgeix la Bíblia dita Gutenberg i els famosos almanacs es convertirien en els primers periòdics impresos. La impremta va permetre la difusió més estesa dels missatges publicitaris i, amb l'aparició de noves ciutats, la publicitat es consolida com a instrument de comunicació.
La publicitat moderna va començar a evolucionar als Estats Units i Gran Bretanya al final del segle xviii durant l'època de la revolució industrial. Amb l'aparició dels agents de publicitat; el primer d'ells és Volney B. Palmer qui, el 1841, com a agent publicitari va inaugurar a Filadèlfia una oficina amb què va obtenir un considerable èxit. A començament del segle xx, les agències es professionalitzaven i seleccionaven amb més gran rigor els mitjans on plaçaven la publicitat. És així com la creativitat comença a ser un factor important a l'hora d'elaborar un anunci. En els anys 30 neix una famosa tècnica creativa: el "brain storming" (pluja d'idees), que no es va emprar de manera habitual fins a la dècada del 1960.
Després de la Segona Guerra Mundial les empreses anunciants van començar a associar la necessitat de vincular els processos publicitaris creatius amb els estudis de mercat per optimitzar la relació entre les necessitats comunicatives o de desenvolupament i creixement de l'empresa amb les estratègies comunicacionals adequades a aquestes necessitats.No obstant això, la publicitat com la coneixem avui en dia neix de Gutenberg i les seves importants contribucions a la tecnologia de la impremta. La qual en un primer moment va portar a l'aparició de fulls informatius de caràcter comercial i publicacions periòdiques d'anuncis comercials.

### A Catalunya

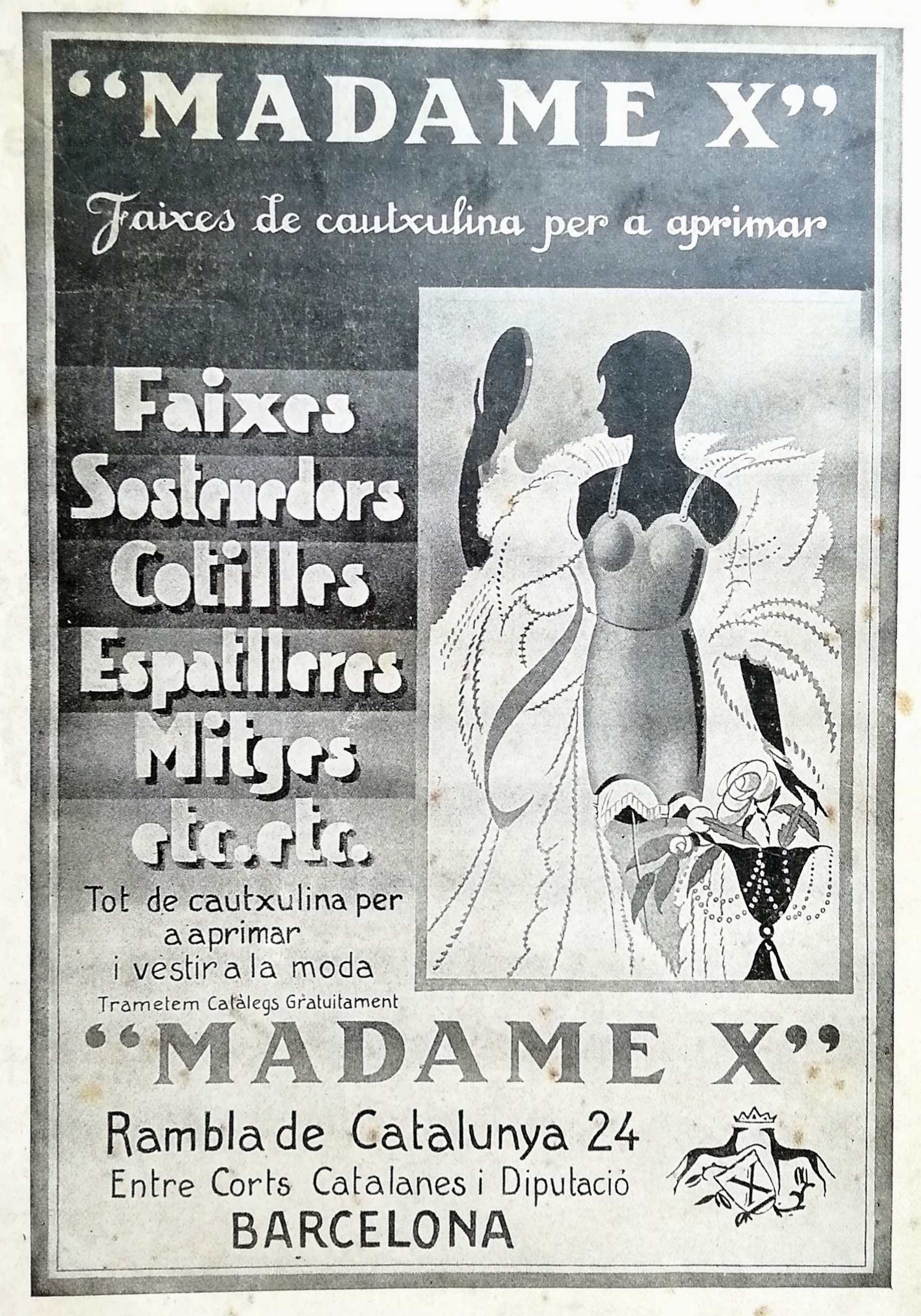
Publicitat de sostenidors, espatlleres, faixes de cautxulina per aprimar i altres articles de moda interior de l'any 1934 a Barcelona

Històricament, Catalunya ha estat capdavantera en el sector publicitari tant pel que fa al vessant econòmic com al professional. Cal destacar que els primers estudis de publicitat per analitzar el consumidor des de perspectives psicològiques i sociològiques es van impartir a Barcelona a la Llotja de la Cambra de Comerç, el 1915. El mateix any es va editar a Barcelona el primer llibre amb continguts exclusivament publicitaris, que va servir per impartir el curs esmentat per part de l'autor, Pere Prat i Gaballí, considerat el pare de la publicitat catalana i espanyola.
Barcelona també va ser pionera en l'activitat audiovisual publicitària, ja que a la segona meitat del segle xx es van crear els Estudis Moro a Barcelona, que van suposar el desenvolupament d'una indústria auxiliar força important. A Catalunya, en aquella època, es concentrava quasi tota la creativitat publicitària i la realització audiovisual de l'estat espanyol, quan aquest ocupava el tercer lloc al concert mundial. Aquest lloc preponderant al rànquing va durar gairebé una dècada i es van guanyar nombrosos guardons al Festival Internacional de Canes. D'altra banda, Catalunya ha estat bressol de grans creatius a la segona meitat del segle XX: Marçal Moliné, Joaquim Lorente, Lluís Casadevall, Lluís Bassat o Toni Segarra, per esmentar-ne alguns.
També va ser a Catalunya on es va crear la primera agència a tot l'estat, a la segona meitat del segle xix, Publicitat Roldós, que encara avui continua oberta i és la més antiga del món. En la dècada dels setanta va néixer a Barcelona una agència de publicitat, MMLB, que va trasbalsar el model clàssic existent fins llavors i que va modificar totalment el context publicitari. Els quatre fundadors, dels quals MMLB deu el nom en les quatre inicials, van ser: Marçal Moliné, Joaquim Lorente, Lluís Monfort i Eddie Borsten.
Les agències de publicitat de Catalunya representaven i administraven, abans de l'entrada d'Espanya a la Comunitat Econòmica Europea, al voltant del 40% de la inversió publicitària de l'estat. No obstant això, en l'actualitat i segons el darrer estudi fet, el percentatge que representa i administra és del 19,7%, la qual cosa suposa una davallada per al sector, vist des de qualsevol vessant. No obstant això, al final del segle xx, els presidents de vuit de les agències multinacionals més importants resideixen a Catalunya.
Hi ha diferents motius que han originat aquesta nova perjudicial situació. En primer lloc, la decisió de totes les empreses estatals, paraestatals o dependents de l'INI de romandre a Madrid i establir-hi la seu central (Repsol, Renfe, Telefónica, Butano, Iberia i un llarg etcètera), ha estat determinant. Per altra banda, l'efecte capitalitat que ha fet que les empreses vingudes de fora es decantessin per Madrid, ja que la bicapitalitat a Europa és un fenomen que només existeix a Espanya i Itàlia. L'absència de vols aeris transoceànics, avantatges fiscals per a les empreses que triessin la capital per instal·lar-se a Espanya i/o a Europa i altres decisions de caràcter polític que s'han pres, han provocat que les diferències entre Madrid i Catalunya hagin augmentat en detriment del nostre país dins del conjunt de l'estat.

## Funcions
Les principals funcions de la publicitat són:
- Reproduir i difondre coneixements per estimular actituds a favor de productes o serveis.
- Relacionar els dos extrems de la cadena comercial.
- Seguir interessos privats o comercials.
- Donar informació sobre productes o serveis.
- Fer part del sector de la comercialització externa de les empreses, i alhora establir-se com a sector econòmic independent.
- Principal font de finançament dels mitjans de comunicació de masses.
- Reflectir valors, formes, gusts de la vida quotidiana que li és contemporània.

## Missatge publicitari
Un missatge publicitari ha de tenir:
- Temàtica referent a matèries comercials.
- Que el que pretengui en tot moment, sigui d'aconseguir actituds favorables per l'emissor.
- L'emissor ha de ser clarament identificat.
- Dins el mitjà de difusió on apareix el missatge ha de ser clarament distingit.
- L'emissor paga el mitjà per l'espai o temps utilitzat.

## Màrqueting
El màrqueting és la planificació i execució de les activitats empresarials per posar a producció al mercat, amb l'objectiu d'obtenir els màxims beneficis en cada moment.
En l'ús popular, "el màrqueting" és la promoció de productes, especialment anunciant-se i marcant. Tanmateix, en l'ús professional el terme té un significat més ampli de la pràctica i ciència de comerç. L'Associació de Màrqueting americana (AMA) manifesta: "El màrqueting és una funció organitzativa i un conjunt de processos per crear, comunicar-se i repartir valor als clients i per a relacions de clients que se'n surten de maneres que beneficien a l'organització i els seus accionistes.
La pràctica del màrqueting tendeix a ser vista com una indústria creativa, que inclou publicitat, distribució i venda. També s'ocupa que prevegi que el futur dels clients i les seves necessitats, la qual cosa es descobreix sovint mitjançant l'estudi de mercat.

## Principis de la publicitat
Encara que existeixen una gran quantitat de teories de la publicitat, una de les més antigues (1895) és la teoria o regla AIDA, nascuda com un simple recurs didàctica en el curs de vendes.
- Atracció
- Interès
- Desig
- Acció

Segons aquesta regla aquests són els 4 passos bàsics perquè una campanya publicitària obtingui bon èxit; això és, en primer lloc, cridar l'atenció, després despertar l'interès per l'oferta, tot seguit despertar el desig d'adquisició i, finalment, despertar la reacció, o oferir la possibilitat de reaccionar al missatge, derivat en la compra del producte.

## Ràtios publicitàries
Per a calcular l'eficàcia publicitària existeixen una sèrie de ràtios, com STATS i Adstock. Stats va ser difós per Jones (1995) i es calcula com el quocient entre el percentatge dels quals han comprat la marca havent vist la seva publicitat i els quals han comprat la marca sense haver vist la publicitat referit a un període molt recent (com el dia anterior o l'última setmana). Per exemple, i segons un sondeig, si els quals declaren haver vist publicitat de la marca són 300 i els quals han comprat són 100, i els quals han comprat són 80 dintre d'un conjunt de 400 que no han vist anuncis, llavors tindríem un stat de: (100/300:80/400)*100= 165. El stat per cada marca es pot calcular mitjançant panell de font única o bé mitjançant sondeig, el primer és mètode més costós però més fiable (els stat per panell solen resultar inferiors als de sondeig). Adstock va ser creat per Broadbent (1979) i és un mètode per a calcular la durada de l'impacte publicitari amb l'objectiu d'aquilatar millor la planificació de mitjans en el temps. Utilitza el concepte de half life o mitja vida i és el temps que triga a caure a la meitat l'impacte d'una campanya (expressada en GRP/TVR). Per al mesurament és necessari disposar un sondeig continuat que mostri en quin moment s'ha produït la caiguda a la meitat de l'efecte. Per exemple, una campanya de 60 GRP setmanals que arriba a obtenir un augment en les vendes del 5% per setmana durant el temps de campanya, després desapareix la campanya i és als 8 dies quan es comprova que les vendes sobre els quals declaren en l'enquesta es troben en el 2,5% de més sobre l'habitual (en total); aleshores podem dir que el half life és de 8 dies per a 60 GRP setmanals. L'índex de caiguda es calcula per a aquest "half life" com 1-0,917/1+0,917=0,0432 (0,917 és el fruit de la taula de càlcul establerta pel mateix Broadbent); i des d'aquí es calcula que el romanent a futur d'impacte publicitari que roman és de 60GRP*0,0432=2,59GRP

## Publicitat i estereotips socials
La publicitat no sempre utilitza estereotips socials per a comunicar missatges. El seu propòsit en l'era industrial era vendre productes i promocionar serveis. Avui dia aquesta visió ha canviat i la publicitat estimula l'amor per les marques i crea nous estils de vida. Així mateix les marques tenen una pròpia identitat que en moltes ocasions s'associa amb estereotips mentals de les persones de manera que es pot generar una identificació amb elles (Insight). Un exemple d'això és quan una marca utilitza el cos d'una model amb la intenció d'aportar-li virilitat a aquesta marca. Els "estereotips" en realitat són innombrables i cada vegada les agències no solament troben nous nínxols sinó que creen estils de vida. Un exemple d'això és l'ona "emo" que, com a fenomen social recent, anys enrere no existia com a grup consumidor.

## Publicitat i serveis públics
Les mateixes tècniques de publicitat que promocionen productes comercials i serveis es poden utilitzar per a informar, per a educar i per a motivar al públic sobre qüestions serioses sense contingut comercial, tals com la sida, l'estalvi d'energia o la tala d'arbres. La publicitat, en la seva forma no comercial, és una eina educativa de gran envergadura capaç d'arribar i de motivar a gran quantitat de públic. "La publicitat justifica la seva existència quan s'utilitza per a l'interès públic - és una eina de massa gran abast per a utilitzar-la únicament per als propòsits comercials", atribuït a Howard Gossage de David Ogilvy. Publicitat de servei públic, publicitat no comercial, publicitat d'interès públic, màrqueting de causa i màrqueting social són diferents termes o aspectes de l'ús de tècniques sofisticades de publicitat i de comunicació de mercadeig (associades generalment a empresa comercial) al servei d'assumptes d'interès i d'iniciatives no comercials. La publicitat de servei públic va arribar a la seva màxima expressió durant la I i II Guerra mundial sota l'adreça de diverses agències estatals dels Estats Units.

## Estratègies de la publicitat alimentària: L'appetite appeal

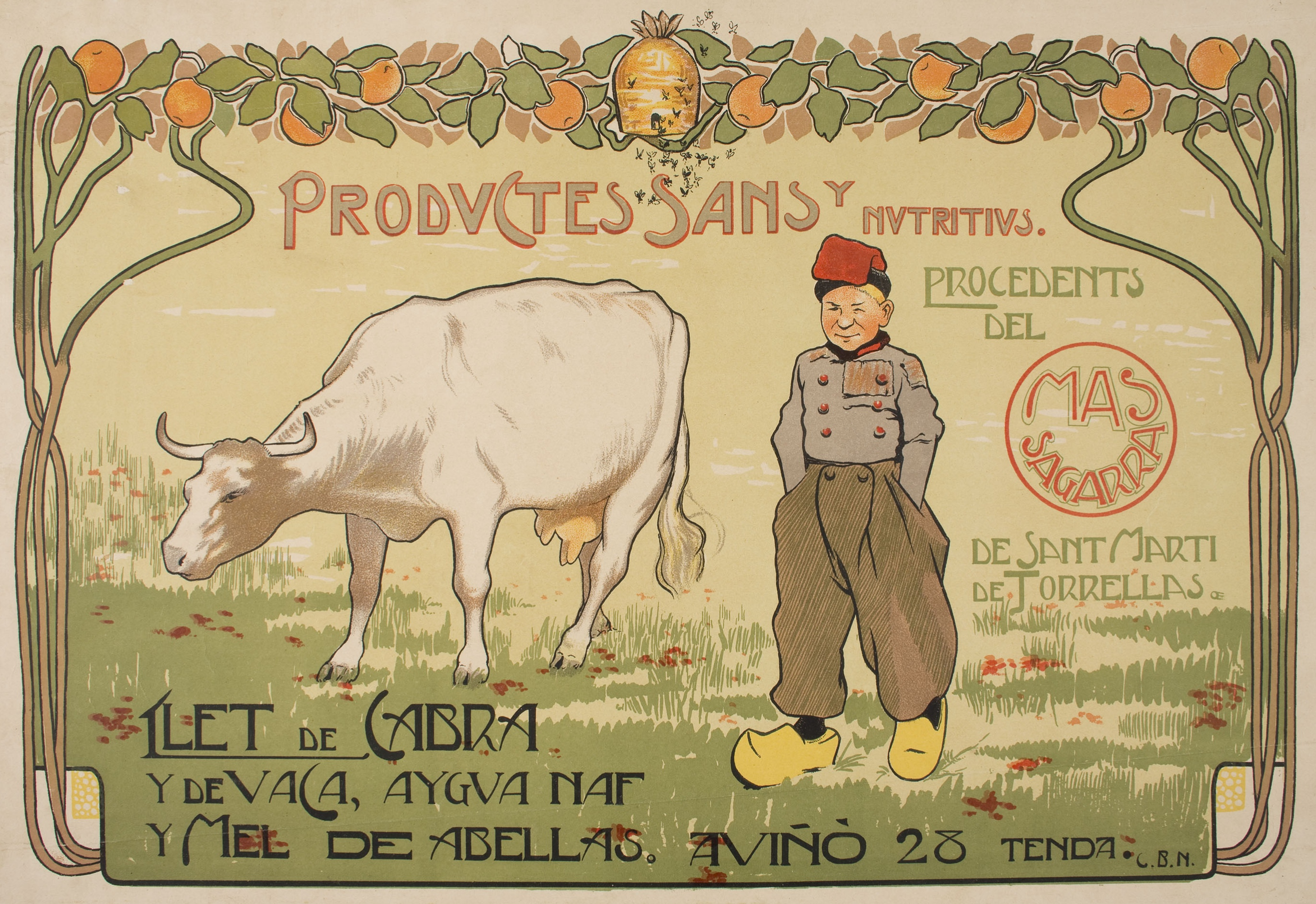
Publicitat alimentària de l'any 1902 anunciant llet de cabra, aiguanaf i mel d'una masia del Llobregat

També conegut com a l'atractiu de la gana, es tracta d'una estratègia publicitària utilitzada per a exhibir l'esplendor i la exquisidesa de qualsevol aliment o beguda comercialitzada al gran públic. Busca provocar en el comprador un desig de consumir apel·lant tots els seus sentits. Aquesta estratègia té la intenció de destacar al màxim l'aparença física del producte.
Moltes multinacionals com McDonald's o Burger King opten per diferents maneres de presentar els seus menjars per tal que aquests siguin el més atractius possible.
L'Appetite Appeal es troba fortament relacionat amb el màrqueting de cada producte i totes les seves vessants (empaquetatge, publicitat, promocions, presentació…)
La societat ha tendit sempre a acceptar sense cap dubte totes les dades contingudes a l'empaquetatge dels productes, sense qüestionar la seva fiabilitat. Des de fa uns anys, amb la nova perspectiva ecologista, s'ha iniciat un desig general de verificar les dades exposades pel fabricant, fet que fins ara no s'havia produït.
Avui dia es pot afirmar amb tota seguretat que el que es coneix com a packaging del producte no té només la funció de protegir-lo i facilitar el seu transport, sinó també exerceix una gran responsabilitat social i econòmica. La presentació del menjar és determinant per a la possible compra o no d'aquest, condicionant també els hàbits de consum dels usuaris. Com el llibre d'Steaven Heller afirma, “there is a war that many of us don't even realize is being waged. Food packages are indeed weapons in an ongoing war to win consumer loyalty”.
Les promocions i descripcions dels productes són també una gran estratègia de moltes empreses per a donar-se a conèixer, fent que el públic deixi de consumir el que fins ara havien comprat perquè volen provar una marca diferent. Tot i això, un aspecte que influeix de forma més notòria en l'Appetite Appeal dels productes és la publicitat i els anuncis, més enllà de les promocions (aquestes faran que l'usuari compri el producte pel seu preu, no per la seva estètica).
La publicitat té com a primer objectiu posicionar el producte davant dels ulls de les persones, ja sigui mitjançant una omnipresència en les xarxes socials o bé en els espais físics freqüentats pels usuaris-diana, entre d'altres. També té com a funció presentar-lo de la millor manera possible, no només físicament, sinó també emocionalment. Busca crear el desig en l'espectador d'obtenir-lo. Més enllà de la persuasió, les empreses busquen la seducció del consumidor, apel·lar a les seves emocions. L'objectiu és convèncer-lo per a que senti la necessitat de menjar el que s'anuncia.

### Context tecnològic
L'Apettite Appeal es troba directament relacionat amb el context històric en que vivim, un període lligat al consumisme, la rapidesa i on l'aparença i la primera impressió tenen una forta importància.
Hi ha algunes empreses, com és el cas de Mintel, que són agències d'intel·ligència dedicades a rastrejar rutinàriament les tendències que ajuden a pronosticar el futur dels aliments.
En el cas de Mintel, contacta tant amb consumidors com amb empreses del sector dels aliments per proporcionar una anàlisi complerta dels tipus de públic i dels seus gustos, investigant tot el mercat per a ajudar les empreses a avançar. L'expansió de les xarxes socials i les tendències mòbils cada dia canvia la manera en la qual consumim. En l'actualitat el menjar a les xarxes està molt lligat a l'acció de viatjar. Ho podem comprovar amb la fama que l'aplicació Testmade guanya. Es tracta d'una app de vídeos d'aliments i viatges que només en un any (2015), arribà a més de 100 milions de visites a la seva pàgina de Facebook.
Un altre branca de l'Appetite Appeal que ara comença a créixer a les xarxes socials és la unió entre els anomenats influencers i la indústria alimentària. Aquesta connexió té una doble funció: primerament l'Appetite Appeal ajuda molta gent a guanyar seguidors en les xarxes socials, mostrant de la millor manera (a vegades amb postproducció) les imatges del que mengen i, per una altra banda, com fan publicitat de les marques que consumeixen, aquestes guanyen nous clients. Avui dia la gent ja no confia tant en les formes de vendre de les multinacionals, ja que molts coneixen els seus enganys publicitaris. Ara creuen més en el criteri de les persones consumidores d'algun producte. Aquesta manera actualitzada de presentar l'Appetite Appeal d'un producte no s'havia vist mai abans i anirà evolucionant al llarg del temps.
Segons un expert en aliments i begudes de Mintel, a mesura que avança la tecnologia, les tècniques de màrqueting sensorial dels aliments es desenvolupen d'una forma més directa. Recentment, Oscar Mayer ha creat una aplicació per Iphone que emetrà olor de cansalada a través de l'aire a mesura que va sonant el despertador. Un altre exemple és la Junta de la Llet de Califòrnia, que ha creat parades d'autobús amb olor de galetes. Aquest recurs sensorial porta temps utilitzant-se en alguns establiments de grans multinacionals, com Burguer King, per exemple amb l'emissió d'aromes d'alguns productes mitjançant l'aire condicionat. Aquest fet ajuda a fomentar el consumisme sobretot i augmenta l'Appetite Appeal del menjar que se serveix.

### L'appetite appeali la fotografia
Hi ha moltes maneres d'anunciar els aliments per a que aquests resultin més apetitosos al públic. La més utilitzada és presentar-los en fotografies modificades de diverses maneres per a fer excel·lir les seves qualitats. La tecnologia de l'audiovisual avança dia rere dia, i paral·lelament s'obre un ventall de possibilitats per a que el mitjà condicioni cada cop més el missatge, fins a un punt que els consumidors ja no poden saber el que realment estan comprant amb les imatges publicitàries dels productes.
Una de les maneres més comunes de presentar els aliments és mitjançant el fotomuntatge, amb el qual es creen imatges fictícies de menjars que no existeixen més enllà de la foto. La gent que treballa en aquest sector són coneguts com a “estilistes de menjar”. La majoria de fotografies que avui dia veiem d'aliments han estat pensades amb un angle determinat, una il·luminació perfecta, l'enquadrament ideal i un fons que pot ser o no real. A més, un recurs molt utilitzat en l'Appetite Appeal és emprar diferents materials per a simular menjar. Per exemple, molts gelats que veiem anunciats no són més que puré de patates o escuma d'afaitar pintats amb aerògraf i retocats mitjançant photoshop, o també la llet, recreada amb pintura blanca, simulant i destacant la cremositat. Una altra possibilitat és imitar els aliments amb dibuixos realistes o bé mitjançant programes sofisticats que, emprant algoritmes interminables, creen formes i volums que falsifiquen els de qualsevol plat deliciós.
El programari cada cop és més sofisticat, de manera que les multinacionals desenvolupen formes més complexes per facilitar l'engany del consumidor. La diferència entre el que s'anuncia i el que s'ofereix és abismal, i en paral·lel els individus es qüestionen progressivament la fiabilitat i verificabilitat tant de la publicitat com de la fotografia.

## Etapes de la formulació d'una estratègia publicitària
Per a formular una estratègia publicitària correctament cal seguir una sèrie de passos:
1. Definició del segment de mercat al qual ens dirigim, és a dir, el públic objectiu del nostre producte.
2. Establir el resultat que es pretén aconseguir dins d'aquest grup.
3. Presentar el producte o la marca insistint en algun aspecte innovador; d'aquesta manera, el públic pot valorar aquest aspecte nou i decidir-se pel producte

## Impacte social

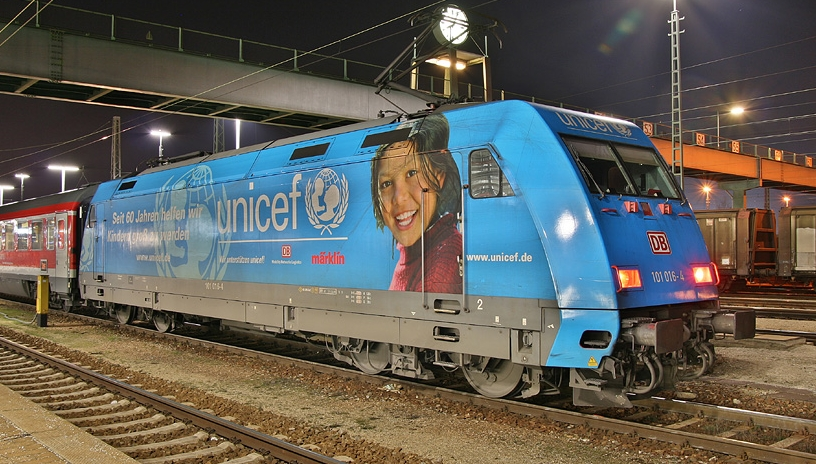
Publicitat d'Unicef a un vagó de tren

### Campanya de bé social
El propòsit d'una campanya social és canviar la conducta de les persones ja sigui d'una manera material o mitjançant un canvi de conducta. Trobem campanyes socials en els camps de: salut, medi ambient, nutrició, ús de drogues, educació, economia, etc.. La finalitat d'aquestes campanyes és la d'orientar les persones per tal de prendre (al voltant d'aquests temes d'interès general)una bona elecció en les seves vides. La majoria de campanyes socials són finançades pels governs, a la recerca del benestar social. És important ressaltar que per a una bona difusió dels missatges, hem d'utilitzar tots els mitjans de comunicació.

### Regulació
Últimament ha augmentat l'esforç per protegir l'interès públic regulant el contingut i l'abast de la publicitat. Alguns exemples són l'actual prohibició de la publicitat del tabac i la prohibició total de la publicitat als nens menors de dotze anys imposada pel govern suec el 1991 (encara que aquesta regulació continua amb efecte per a les difusions que s'originen dins del país, ha estat rebaixada pel Tribunal de Justícia de les Comunitats Europees, que va dictaminar que Suècia està obligada a acceptar el que aparegui en la programació de països veïns o via satèl·lit). De la mateixa forma al Perú es va aprovar una llei que impedeix realitzar publicitat de cigarrets en mitjans massius. D'aquesta manera es podrà publicitar únicament en el punt de venda.
La discussió al voltant de la problemàtica a l'hora de fixar una regulació publicitària és un tema candent i polèmic a Europa i també en altres llocs. Molt sovint es produeix una discussió vigorosa sobre quanta publicitat infantil ha de ser regulada. Aquesta discussió va ser exacerbada per un informe llançat per la Fundació de Família de J. Kaiser Family el febrer de 2004 que va suggerir que els aliments anunciats per a nens constituïen un factor important en l'epidèmia de l'obesitat infantil que s'estenia al llarg dels Estats Units.
També existeix l'autoregulació, per part de la mateixa indústria, que s'encarrega d'establir certes normes fonamentals per a la sana pràctica de la comunicació comercial. A tot el món, hi ha diversos organismes encarregats de vetllar per aquesta autoregulació publicitària, sota els principis fonamentals del respecte per la legislació local, la veracitat, la competència honesta i lleial i la moral social predominant.

### Crítica als mitjans
A mesura que els esforços de publicitat i de comercialització de productes s'han fet més presents en la nostra cultura, la indústria ha sofert la crítica de grups tals com Adbusters per fomentar el consumisme usant tècniques pròpies de la propaganda. La indústria és acusada de ser un dels motors que activen el sistema de producció en massa que promou el consumisme. S'ha criticat que algunes campanyes publicitàries també han promogut sexisme, racisme, i discriminació inadvertidament o fins i tot intencionadament. Tals crítiques han plantejat preguntes sobre si aquest mitjà és el que origina aquestes actituds o si simplement és reflex d'aquestes tendències culturals. Els grups d'interès públic, tals com New Ethic o Grup Marcuse  diuen que l'accés a l'espai mental ocupat pels publicitaris sigui gravat. Actualment l'espai és aprofitat lliurement pels publicitaris sense pagar una remuneració al públic sobre qui s'està imposant.
Aquesta classe d'impost seria un impost que actuaria per reduir el que ara es veu cada vegada més com a desaprofitament de l'espai públic. Els esforços a tal efecte agafen ímpetu en Estats Units on, concretament, en els estats d'Arkansas i Maine s'estudien crear tals impostos. Florida va decretar aquest impost el 1987 però va ser forçada a derogar-lo al cap de sis mesos, com a resultat d'un esforç concertat pels interessos comercials nacionals, que van indicar que causaven una pèrdua de 12 milions de dòlars només a la indústria de la difusió.

## Formes de comunicar no estrictament publicitàries[6]
La publicitat no es limita als grans mitjans de comunicació, l'anunciant utilitza vehicles de comunicació molt propers als publicitaris. Alguns d'aquests mitjans, així com les seves principals característiques són:

### Patrocini
Finançament d'una activitat que es considera desitjable a canvi que figuri el nom de qui finança aquesta activitat. El patrocini pot ser exclusiu o compartit. La condició necessària és que aquestes activitats siguin d'interès general si volen comptar amb la protecció específica.

### Promoció
Es tracta d'oferir un avantatge econòmic extraordinari per la compra d'un producte o la contractació d'un servei. Aquesta oferta suposa que es dona en unes condicions diferents a les habituals.
Elements de la promoció:
- Un individu que adquireix un producte o servei (objecte de la promoció)
- Un benefici extraordinari: preu inferior a l'habitual o producte o servei addicional.

### Correu directe
És la distribució publicitària utilitzant com a vehicle el correu.

### Material punt de venda
És la comunicació de l'anunciant que se situa en el lloc on es produeix la venda. És el punt en què es troben reunits el consumidor d'una banda, el producte per una altra i, per acabar, la comunicació de l'anunciant.
Aquest material pot adoptar moltes formes: cartells, bandoleres, expositors, cendrers, etc.

### Bartering
Es produeix quan un anunciant realitza algun programa o espai i l'intercanvia amb alguna cadena per espais publicitaris.

### Emplaçament de producte
És la integració dins d'un guió televisiu o cinematogràfic de productes de consum, de manera que aparegui en les escenes amb lògica i naturalitat.